# Новейший Плутарх
«Нове́йший Плута́рх. Иллюстри́рованный биографи́ческий слова́рь вообража́емых знамени́тых де́ятелей всех стран и времён» — пародийный энциклопедический словарь, состоящий из 44 юмористических биографических статей о ряде вымышленных персонажей различных времён и народов. Авторами отдельных вымышленных биографий книги стали четыре разных человека: Даниил Альшиц, Даниил Леонидович Андреев, Василий Васильевич Парин и Лев Львович Раков — товарищи по тюремной камере в конце 1940-х годов в заключении во владимирском централе. Идея книги принадлежала Л. Л. Ракову. Название книги связано с трудом Плутарха «Сравнительные жизнеописания». После освобождения в середине 1950-х годов Л. Л. Раков изготовил три экземпляра книги, по которым позже было осуществлено печатное издание.
Серию биографий под названием «Новый Плутарх» планировал издавать также Михаил Кузмин, с которым Раков был близок в молодости (вышла только одна книга — жизнеописание Калиостро).
Одно время единственный в книге текст Д. Альшица «Хрипунов О. Д. — деятель опричнины» по ошибке приписывался Д. Л. Андрееву, хотя там достаточно явно заметны нехарактерные для последнего черты.

## Содержание
Объектом пародии являются не только биографические перипетии и характерные исторические типажи, в основном второй половины XIX — первой половины XX века (художники, писатели и актёры-эпигоны, учёные, изобретатели, религиозные деятели), но и стиль биографического текста. Пародируются такие источники, как гимназические учебники, энциклопедии, либеральная «прогрессистская» журналистика начала века, пропагандистские тексты об успехах русской науки и техники времён «борьбы с космополитизмом», когда и создавался «Новейший Плутарх» (рассказ о путешествии русского воздухоплавателя Генисаретского в Тибет).
Несколько раз прототипом героя статьи «Новейшего Плутарха» является конкретная личность: например, граф А. А. Игнатьев, чьи известные мемуары «Пятьдесят лет в строю» высмеиваются в статье «Иниго ди Виченца», М. Ф. Кшесинская, прототип балерины Знобинской, В. Д. Спасович, изображённый в образе адвоката Красовича, Тоётоми Хидэёси, чья биография спародирована в статье о Иосихидэ Тачибана, Алкивиад, выведенный как Тимей Галикарнасский.
Все статьи снабжены портретами героев, некоторые — также дополнительными иллюстрациями. В текст ряда биографий включены пародийные «цитаты» из воспоминаний, художественной прозы и стихов.

## Список статей с указанием авторов
- Агафонов Ф. А. — художник-баталист (Л. Раков)
- Альте-Торре А.-Л.-М. — герцог, государственный деятель (Л. Л. Раков)
- Бэрд Д.-Л. — птицевод (В. В. Парин и Л. Л. Раков)
- Вараксин Н. Н. (Рост. Полынский) — поэт (Л. Л. Раков)
- Гальбидий Э. Л. — философ (В. В. Парин)
- Гё Нан Джён — политический и военный деятель (Д. Л. Андреев)
- Генисаретский С. П. — воздухоплаватель (Д. Л. Андреев)
- Джонс Р. Т. — основатель секты акцелерантов (В. В. Парин)
- Жанэн П. — конструктор сверхскоростных локомотивов (Л. Л. Раков)
- Знобинская М. Ф. — балерина (Л. Л. Раков)
- Иззагардинер И. — стоматолог (Д. Л. Андреев)
- Иниго ди Виченца А. Б., маркиз, военный деятель (Л. Л. Раков)
- Квак-Ма-Лунг (Браунинг Э. А.) — миссионерша, супруга вождя племени Лу (Д. Л. Андреев)
- Красович Г. В. — адвокат (Л. Л. Раков)
- Левенштерн К., барон Штрейхенфельд, — рыцарь, участник III крестового похода (В. В. Парин и Л. Л. Раков)
- Леко-де-Лягиш М.-Ж.-Б. — археолог (Л. Л. Раков)
- Лигейро Э. — биохимик (В. В. Парин и Л. Л. Раков)
- Менандр — врач (В. В. Парин)
- Монкс У. — киноартист (Л. Л. Раков)
- Нисики-Коодзи Кикумаро — артист, художник и политический деятель (Л. Л. Раков)
- Ноорден ван Д. — писатель (Д. Л. Андреев)
- Осборн М.-Б.-О. — религиозная деятельница (Д. Л. Андреев)
- Пинар Э.-М.-А. — писатель (Л. Л. Раков)
- Поркутелла — философ (В. В. Парин)
- Пучков-Прошкин Н. А. — военный педагог (Л. Л. Раков)
- Пшедомбский С. — живописец (Л. Л. Раков)
- Рамадас А. Ч. — мыслитель, религиозный и общественный деятель (Д. Л. Андреев)
- Росс Р.— биолог (В. В. Парин)
- Смит Р. (Риччи Рэй) — дрессировщик (Л. Л. Раков)
- Тачибано И. — полководец и политический деятель (Д. Л. Андреев)
- Тимей Галикарнасский — полководец (Л. Л. Раков)
- Умберти Б. — архитектор (Д. Л. Андреев)
- Феншоу Д.-Э. — филолог, этнограф и путешественник (В. В. Парин)
- Филиппов М. Н. — писатель (Д. Л. Андреев)
- Хозенкант аф X. — историк культуры (Л. Л. Раков)
- Хрипунов О. Д.— деятель опричнины (Д. Альшиц)
- Цхонг И. М. К. — мыслитель и общественный деятель (Л. Л. Раков)
- Ченчи Э. — графиня-актриса (Л. Л. Раков)
- Четтерс Г. В. — писатель (Л. Л. Раков)
- Шварцдорф ф. Моргенштраль — дипломат (Л. Л. Раков)
- Эриксен Э. (Сигурд Мйольнир) (Д. Л. Андреев)
- Эскимосьянц В. Т., князь — военный деятель (Л. Л. Раков)
- Ящеркин Е. Л. — педагог (Д. Л. Андреев)
- Ящеркин П. Л. — изобретатель (В. В. Парин и Л. Л. Раков)

## Издания
- Андреев Д. Л., Парин В. В., Раков Л. Л. Новейший Плутарх: Иллюстрированный биографический словарь воображаемых знаменитых деятелей всех стран и времён. — М.: Московский рабочий, 1990. — 304 с. — ISBN 5-239-01074-9.

## Похожие произведения
- «ЖЖЛ („Живут же люди!“, в названии содержится пародия на серию „ЖЗЛ“)» — пародийная рубрика журнала «Красная бурда», рассказывающая о вымышленных знаменитостях (например, английский пират Роджер Свин, голливудская актриса Труди Тралливайн, иллюзионист Билли Рубини, топ-менеджер Гордон Мак-Клевер и другие).
- Блог «Диоген Лаэртский» — сборник пародийных жизнеописаний русских философов (авторство приписывается Константину Крылову).
- «Хроники Бустоса Домека», цикл пародийных биографий вымышленных латиноамериканских писателей и художников, авторство которого принадлежит Хорхе Луису Борхесу и Адольфо Биой Касаресу.